# Propherallodus
Propherallodus is een monotypisch geslacht van straalvinnige vissen uit de familie van schildvissen (Gobiesocidae).

## Soort
- Propherallodus briggsi (Smith, 1957).